# Mossega waidoraensis
Mossega waidoraensis is een insect uit de familie van de mierenleeuwen (Myrmeleontidae), die tot de orde netvleugeligen (Neuroptera) behoort. 
Mossega waidoraensis is voor het eerst wetenschappelijk beschreven door New in 1990.